# 푸에르토리코 행정참모위원장
푸에르토리코 행정참모위원장(영어: Chief of Staff of Puerto Rico)은 중남미 대륙 소행정 국가 푸에르토리코의 행정정치외교기관장 직책 중 한 가지이다. 1986년에 첫 설치되어 2019년 현재 푸에르토리코 행정참모위원장 직책자는 소에 라보이 여사이다.